# Deutschland im Deep Web
Deutschland im Deep Web (kurz auch:  DiDW) war das größte deutschsprachige Darknetforum. Es war ausschließlich als Onion Service über das Tor-Netzwerk erreichbar und wurde seit seiner Gründung im Jahr 2013 mehrmals unter neuen .onion-Adressen gestartet. Die Seite wurde im Juni 2017 und Oktober 2022 vom Bundeskriminalamt beschlagnahmt.

## Inhalt
Die Seite war mit über 23.000 angemeldeten Nutzern (heise online spricht von über 35.000) und durchschnittlich 6 Millionen Seitenaufrufen im Monat nach Angaben des BKA die größte deutschsprachige Webseite im Darknet. Obwohl die Seite in erster Linie ein Diskussionsforum und Chat war und sich auch mit legalen Themen wie dem Meinungs- und Erfahrungsaustausch über IT-Sicherheit bzw. Anonymisierung und Pseudonymisierung und politischen Themen und Verschwörungstheorien beschäftigte, wurde sie auch für den illegalen Verkauf von Waffen, Drogen und kriminelle Aufträge und den Austausch über Hacker- und Fälschungs-Anleitungen verwendet. Die Seite war Vorreiter im Treuhanddienst, da der Warenbetrug durch ein Multisignatur-Wallet-System verringert werden sollte.

## Geschichte
Die Webseite wurde 2013 unter der Adresse germanyhusicaysx.onion gestartet.
Mediale Aufmerksamkeit erlangte das Forum, als bekannt wurde, dass der Täter des Amoklaufs in München 2016 darüber seine Waffe erworben hat. Dies führte auch dazu, dass schärfere Gesetze über illegale Foren und Webseiten eingeführt werden sollten. Der Ermittler des Bundeskriminalamts mit dem Pseudonym Gazza schrieb den Admin luckyspax (forumintern auch lucky genannt), mit bürgerlichem Namen Alexander U., 31 Jahre alt und Informatiker, an und wies ihn auf eine Sicherheitslücke hin und bat ihn um ein Gespräch auf dem DiDW-XMPP-Server. Gazza hatte sich am 23. August 2016 registriert und bereits 55 Beiträge verfasst und mehrere Mitglieder ausgekundschaftet. Die Ermittler konnten die Adresse des Administrators in Karlsruhe herausfinden, indem sie die Spenden, die mittels Bitcoin bezahlt wurden, zurückverfolgten und auf das Bitcoin.de-Konto von Alexander U. stießen, über welches er die Spenden auf sein Privatkonto auszahlen ließ. Die Ermittler setzten unter anderem gezielt Angriffe wie eine SQL-Injection ein, um dafür zu sorgen, dass sich der Administrator zum Zeitpunkt des Polizeizugriffs eingeloggt am Computer befand.
Im Juni 2017 wurde das Forum bei einer Hausdurchsuchung bei Alexander U. durch das Bundeskriminalamt im Auftrag der Generalstaatsanwaltschaft Frankfurt am Main beschlagnahmt und abgeschaltet.
Im November 2017 begann gegen Alexander U., den alleinigen Administrator, vor dem Landgericht Karlsruhe ein Prozess wegen fahrlässiger Tötung in neun Fällen, der fahrlässigen Körperverletzung in fünf Fällen und der Beihilfe zum unerlaubten Handelstreiben mit Waffen und Rauschmitteln. Alexander U. hingegen behauptete, ihm sei es wichtig gewesen, eine Plattform zu schaffen, in der man in Zeiten von Massenüberwachung anonym kommunizieren und surfen kann. Er wurde in Untersuchungshaft genommen und am 19. Dezember 2017 zu 6 Jahren Freiheitsstrafe verurteilt. Die von der Staatsanwaltschaft ursprünglich beantragte Strafe sollte sich auf über neun Jahre belaufen. Im Januar 2018 wurde der Verkäufer der Waffe an den Amokläufer in München zu sieben Jahren Haft verurteilt.
Die 2018 gestartete Alternativwebseite DiDW 2 wurde nach einem Jahr vom Administrator ohne Angabe von Gründen abgeschaltet. Zehn Tage später wurde allerdings der Nachfolger DiDW 3 gestartet, bis dieser am 18. März 2019 in Konsequenz einer Serie von Drohbriefen an Gerichte und Einrichtungen gegen Rechtsextremismus, durch einen DiDW User, temporär nicht verfügbar war. Im Mai 2019, nach der Abschaltung diverser großer Darknetadressen, ging DiDW 3 wieder online. Auch im neuen Forum war Kinderpornographie und nun auch der Handel mit Schusswaffen und Sprengstoff ausdrücklich verboten. Im Oktober 2022 wurde der mutmaßliche Administrator von DiDW 3, ein 22-jähriger Student aus Niederbayern, verhaftet. Die Plattform, die seit März 2022 nicht mehr für Nutzerinnen und Nutzer erreichbar war, hatte rund 16.000 registrierte User, davon insgesamt 72 aktive Händler.

## Nachwirken
Da die Gesetzeslage von illegalen Foren im Darknet und Deep Web nicht ausreichend geklärt ist und eine Frage nach der Mitschuld von Betreibern besteht, startete der Bundesrat am 15. März 2019 eine Gesetzesinitiative für den Strafbestand von Betreibern von illegalen Handelsplattformen im Internet. Ebenfalls sollen Ermittlungsbehörden von der Deutschen Post mehr Auskünfte erhalten, was Datenschützer kritisch sehen. Das Gesetz ist im Strafgesetzbuch unter Paragraph § 127 aufgeführt und soll es ermöglichen, bei dem Anbieten von internetbasierten Leistungen, deren Zweck darauf ausgerichtet ist, die Begehung von rechtswidrigen Taten zu ermöglichen oder zu fördern, eine Freiheitsstrafe von bis zu 10 Jahren für die Betreiber zu verhängen. Ebenfalls soll der Paragraph § 99 der Strafprozessordnung so verändert werden, dass er den Ermittlern einen Auskunftsanspruch über die erhaltenen und versendeten Postsendungen von Verdächtigen ermöglicht. Des Weiteren fordert das Bundesamt für Sicherheit in der Informationstechnik (BSI) eine überarbeitete Version des IT-Sicherheitsgesetz, die es den Behörden ermöglichen soll, virtuelle Identitäten ohne Genehmigungen zu übernehmen, mehr Auskünfte von Dienstleistern zu erhalten und unbefugt in Systeme einzudringen.